# Baba Adamu
Baba Adamu (Ghana, 20 oktober 1979) is een Ghanese profvoetballer die anno 2010 onder contract staat bij King Faisal Babes.

## Krilya Sovetov
Baba Adamu kreeg in Nederland bekendheid toen hij tijdens de eerste ronde van de UEFA Cup 2005/2006 met Krylia Sovetov Samara tegen AZ Alkmaar speelde. Het vooraf als kansloos bestempelde team verraste de Nederlandse club met aanvallend en opportunistisch voetbal onder leiding van Adamu. Vooral Adamu's techniek en inzet spraken boekdelen en deden de AZ verdediging regelmatig versteld doen kijken. De heenwedstrijd in Rusland werd een 5-3-overwinning voor Krylia Sovetov, waarvan de tweede Russische goal werd gemaakt door Adamu.
De terugwedstrijd in Alkmaar zou de wedstrijd van het herstel voor AZ moeten wezen, maar al na 15 minuten kwam Krylia op voorsprong door een doelpunt van Adamu. Vlak voor rust kwam AZ nog wel langszij, maar de wedstrijd liep steeds verder naar het einde toe, met een gevaarlijke Adamu in de gelederen. Krylia stond op het punt de halvefinalist van 2004/2005 uit te schakelen, totdat Adamu over de schreef ging en de rode kaart voorgeschoteld kreeg wegens natrappen. Vanaf dat moment heerste AZ en won het de wedstrijd uiteindelijk met 3-1, waarmee het zich plaatste voor de groepsfase.
Adamu maakte tijdens de African Cup of Nations 2006 deel uit van het Ghanees voetbalelftal dat uitgeschakeld werd in de groepsfase. In de allesbeslissende wedstrijd tegen Zimbabwe kwam Ghana op een 2-0-achterstand, waarmee de uitschakeling onafwendbaar was. Diep in blessuretijd van die wedstrijd wist Adamu nog wel de 2-1 aan te tekenen, maar dat mocht voor het eindresultaat niet meer baten.

### Statistieken
| seizoen    | club                  | land    | competitie   | wed. | goals |
| ---------- | --------------------- | ------- | ------------ | ---- | ----- |
| 2005       | Krylia Sovetov Samara | Rusland | Premjer-Liga | 11   | 4     |
| Bijgewerkt | 31-01-2006            |         |              |      |       |

### Erelijst
Asante Kotoko
- Beker van Ghana: 1998

Al Shabab
- Crown Prince Cup: 1999

Al-Hilal Ryad
- Saudi Premier League: 2008
- Crown Prince Cup: 2008